# Haverbrack
Haverbrack är en ort i civil parish Beetham i grevskapet Cumbria i England. Orten är belägen 12 km från Kendal. Haverbrack var en civil parish 1866–1935 när det uppgick i Beetham. Parish hade 82 invånare år 1931.